# Горна-Брезница
Горна-Брезница (болг. Горна Брезница) — село в Благоевградской области Болгарии. Входит в состав общины Кресна. Находится примерно в 5 км к северо-западу от центра города Кресна и примерно в 30 км к югу от центра города Благоевград. По данным переписи населения 2011 года, в селе  проживало 564 человека, преобладающая национальность — болгары.

## Население
| Год     | 1934 | 1946 | 1956 | 1965 | 1975 | 1985 | 1992 | 2001 | 2011 |
| ------- | ---- | ---- | ---- | ---- | ---- | ---- | ---- | ---- | ---- |
| Жителей | 1027 | 1195 | 1244 | 1327 | 1259 | 964  | 941  | 791  | 564  |

|  |